# 129099 Спелгоф
129099 Спелгоф (129099 Spoelhof) — астероїд головного поясу, відкритий 3 грудня 2004 року.
Тіссеранів параметр щодо Юпітера — 3,190.